# Paranthura alba
Paranthura alba är en kräftdjursart som beskrevs av Nunomura 1977. Paranthura alba ingår i släktet Paranthura och familjen Paranthuridae. Inga underarter finns listade i Catalogue of Life.